# Kintyre

A penínusla de Kintyre, em vermelho, dentro de Argyll.

Kintyre (em gaélico escocês:  Cinn Tìre) é uma península na região ocidental da Escócia, no sudoeste da Argyll and Bute. A região se estende aproximadamente por quarenta e oito quilômetros, a partir de Mull of Kintyre (tema da canção de mesmo nome de Paul McCartney) ao sul, indo até East Loch Tarbert no norte. A região imediatamente ao norte de Kintyre é conhecida como Knapdale.
Kintyre é longa e estreita, em nenhum ponto passa de dezoito quilômetros da costa oeste à costa leste. O lado leste da península Kintyre é delimitada por Kilbrannan Sound, com uma série de picos costeiros, tais como Torr Mor. A coluna central da península é formada principalmente por charnecas montanhosas. As zonas costeiras e do interior, no entanto, são ricas e férteis. Kintyre tem sido uma área valorizada por colonos, incluindo os primeiros escoceses que migraram de Ulster para o oeste da Escócia e por viquingues ou nórdicos que conquistaram e se instalaram na área um pouco antes do início do segundo milênio.
A cidade principal da área é Campbeltown (cerca de oito quilômetros por estrada de Mull), que tem sido um burgh real desde meados do século XVIII. A economia da região há muito tempo contou com a pesca e a agricultura, embora Campbeltown tenha uma reputação de produzir alguns dos melhores maltes do mundo para a fabricação de uísque. Campbeltown Single Malts inclui a multi-premiada destilaria 'Springbank'.
O Kintyre Pursuivant of Arms in Ordinary, um dos oficiais de armas na Court of the Lord Lyon, recebe esse nome em homenagem a esta península.

## Cidades e aldeias em Kintyre

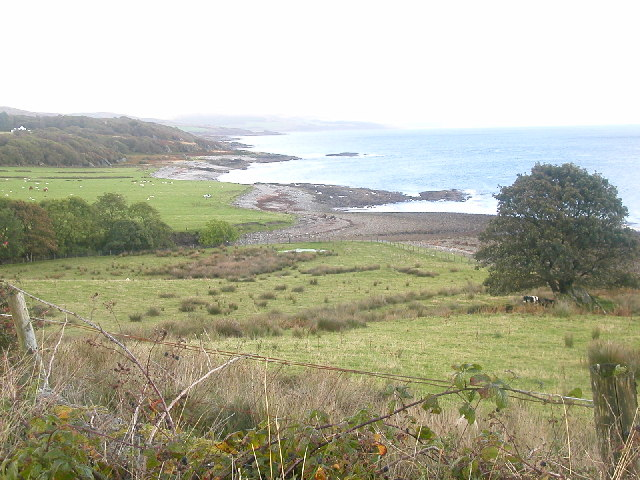
A costa nordeste da península Kintyre olhando para o norte em direção a Skipness e Sound of Bute

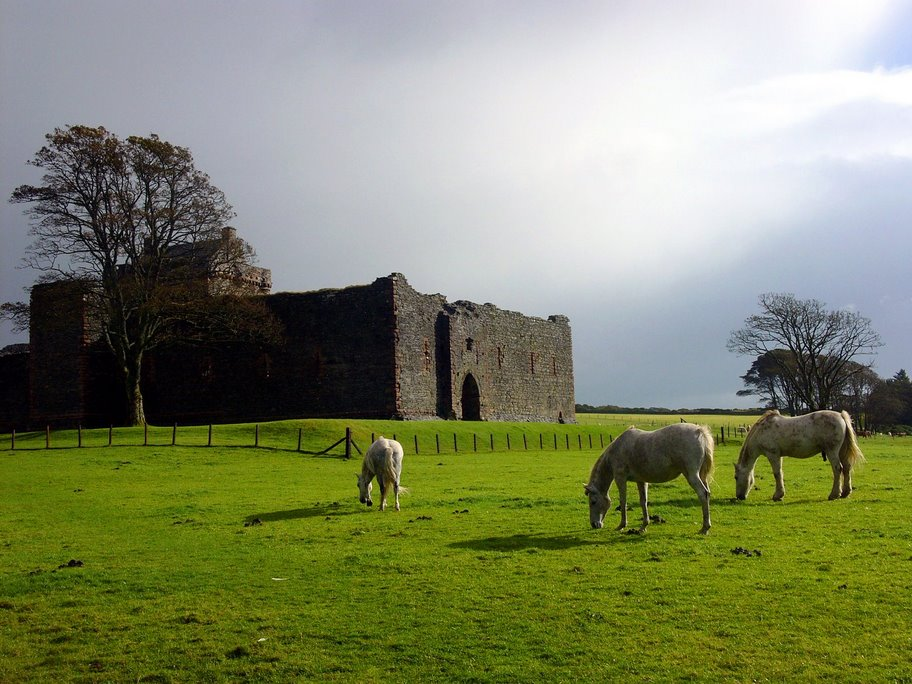
O Castelo Skipness

Bellochantuy, Campbeltown, Carradale, Clachan, Claonaig, Drumlemble, Glenbarr, Grogport, Kilchenzie, Machrihanish, Muasdale, Peninver, Saddell, Skipness, Southend, Stewarton, Tayinloan, Tarbert, e Whitehouse.

## Transportes
Informações sobre todas as formas de transporte público estão disponíveis na «Traveline Scotland» (em inglês)
Serviço de ônibus
- Os serviços de  ônibus de longa distância para e de Glasgow são operados por West Coast Motors e Scottish Citylink
- Os serviços de ônibus através de toda a península Kintyre são operados apenas por West Coast Motors.

Voos
- Disponível entre o Aeroporto Internacional de Glasgow e o Aeroporto de Campbeltown

Serviços de balsa
- Operado por Caledonian MacBrayne nos seguintes trechos:
  - Claonaig - Lochranza (no verão)
  - Kennacraig - Islay
  - Tarbert - Lochranza (no inverno)
  - Tarbert - Portavadie
  - Tayinloan - Gigha

- Operado por Kintyre Express:
  - Campbeltown - Troon

Ferrovias
Atualmente não dispõe de serviço de ferrovia, mas houve uma ferrovia ligando Campbeltown a Machrihanish de 1876 até 1931, inicialmente construída para o transporte de carvão mineral.

## Locais de interesse histórico

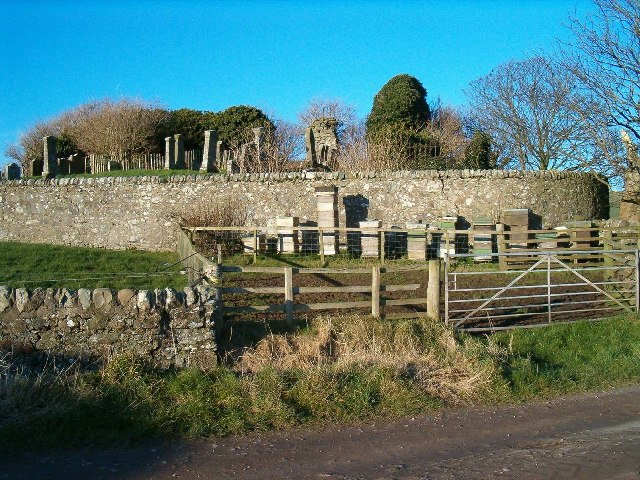
As ruínas da antiga igreja em Kilchenzie.

- Igreja de Clachan - esculturas e sepulturas medievais
- Igreja de Kilchenzie
- Capela de Kilchousland, perto de Peninver
- Kilcomkill, Southend - Capela de São Columba, próxima das "pegadas de São Columba"
- Killean - Igreja de São João - "a mais importante igreja paroquial em Kintyre"[1]
- Igreja Killean e Kilchenzie do século XVIII em A'Chleit
- Abadia de Saddell
- Castelo de Saddell
- Castelo de Skipness
- Castelo de Tarbert

## Sítios pré-históricos
- Menir de Avinagillan
- Menir de Ballochroy
- Menir de Beacharr, perto de Tayinloan
- Moledros de Corriechrevie
- Dun Skeig - fortificações da Idade do Ferro perto de Clachan
- Dun de Kildonan
- Um rochedo perto da capela de Keil e St. Columba's Well, entre Dunaverty Bay e Carskey em Kintyre, tem duas pegadas esculpidas em um local onde diz-se ter São Columba pisado pela primeira vez em Dál Riata, na Escócia. Uma é recente e a outra genuinamente antiga. Rituais de realeza podem ter ligação com este petrosomatoglifo.

## Títulos da nobreza associados
- Duque de Kintyre (extinto)
- Marquês de Kintyre e Lorne (título subsidiário do Duque de Argyll)